# Суутаринен, Юхани
Юхани Суутаринен (фин. Juhani Suutarinen; 24 мая 1943, Уукуниеми, Южная Карелия) — финский биатлонист, трёхкратный чемпион мира, двукратный серебряный призёр Олимпийских игр в эстафете.